# David Rodríguez Lombán
David Lombán (Avilés, 5 de juny de 1987) és un exfutbolista asturià, que ocupava la posició de defensa. El seu darrer equip va ser el Màlaga CF. Ha estat internacional amb la selecció espanyola sub-17 i sub-20.

## Carrera esportiva
Format al València CF, debuta a primera divisió a la campanya 07/08.
L'11 de juliol de 2012 Lombán va firmar pel FC Barcelona B, de la segona divisió. El 8 juliol de juliol de l'any següent va rescindir el contracte per anar a jugar a l'Elx CF, que acabava de pujar a primera divisió.